# Гамма Волка
Гамма Волка (лат. γ Lupi), HD 138690 — кратная звезда в созвездии Волка на расстоянии (вычисленном из значения параллакса) приблизительно 420 световых лет (около 129 парсеков) от Солнца. Возраст звезды определён как около 24 млн лет.
Пара первого и второго компонентов (HD 138690A) — двойная эллипсоидальная переменная звезда (ELL:). Видимая звёздная величина звезды — от +2,71m до +2,69m. Орбитальный период — около 2,8184 суток.

## Характеристики
Первый компонент (HD 138690Aa) — бело-голубая звезда спектрального класса B2IV, или B1V, или B3. Масса — около 13,24 солнечных, светимость — около 7585,8 солнечных. Эффективная температура — около 21727 K.
Второй компонент (HD 138690Ab) — бело-голубая звезда спектрального класса B2V. Масса — около 1,1 солнечной.
Третий компонент (HD 138690B) — бело-голубая звезда спектрального класса B3V. Видимая звёздная величина звезды — +3,7m. Масса — около 12,74 солнечных. Орбитальный период — около 53703 суток (147 лет). Удалён на 0,8 угловой секунды.
Четвёртый компонент (WDS J15351-4110C). Видимая звёздная величина звезды — +17m. Удалён на 39,1 угловых секунд.
Пятый компонент (WDS J15351-4110D). Видимая звёздная величина звезды — +16,4m. Удалён на 53,4 угловых секунд.